# 扎維申
50°26′43″N 24°15′40″E / 50.44528°N 24.26111°E
扎維申（烏克蘭語：Завишень），是烏克蘭西部的村莊，隸屬利維夫州的舍普季茨基區。該村始建於1531年，面積2.59平方公里，海拔高度191米，2001年該城鎮人口1,210。